# Lusitania-Medaille

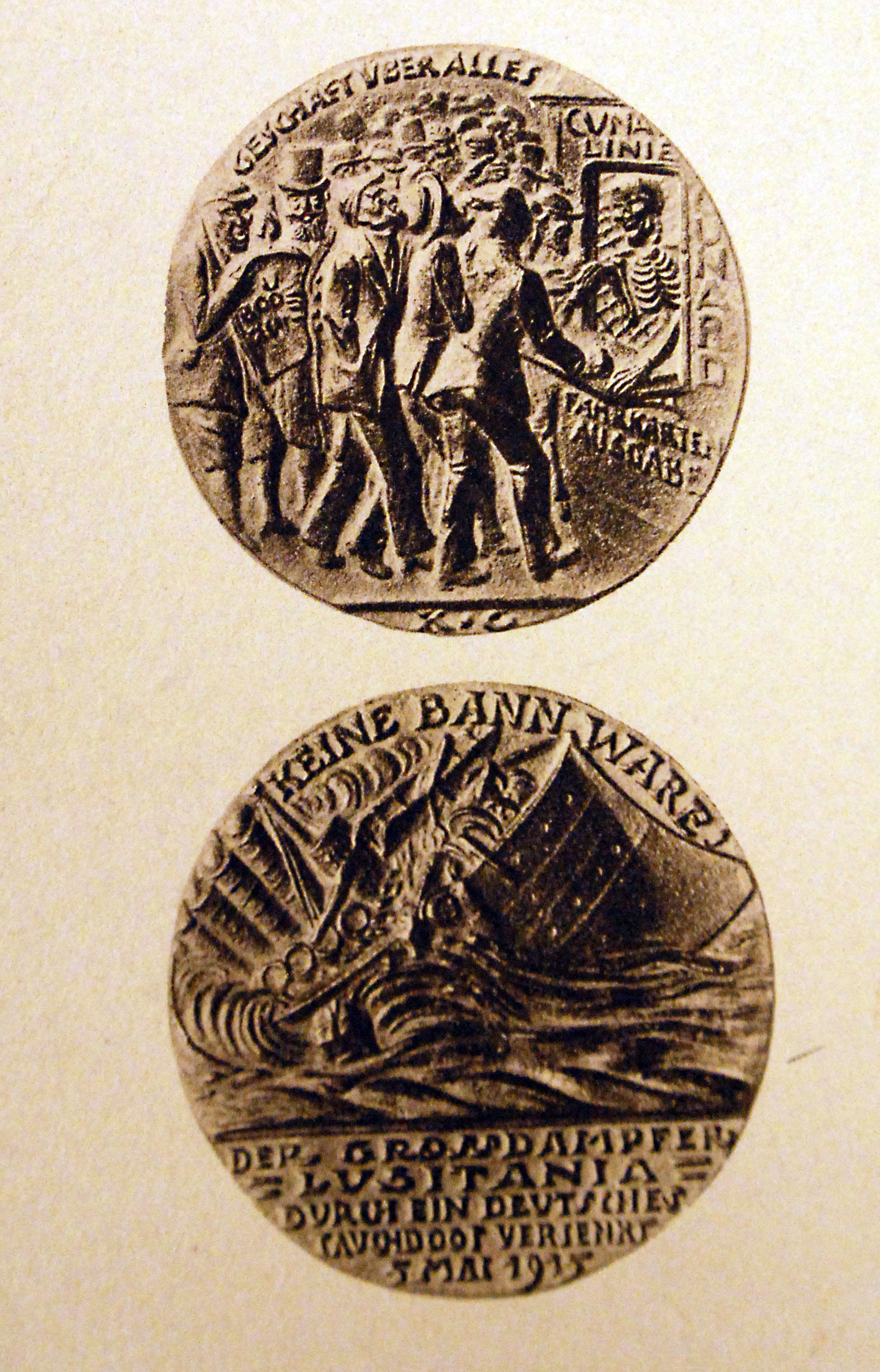
Lusitania-Medaille, Original von Karl Goetz, erste Fassung „5 MAI 1915“

Die Lusitania-Medaille ist eine von dem deutschen Bildhauer und Medailleur Karl Goetz entworfene Medaille zur Erinnerung an die Versenkung des britischen Passagierschiffs Lusitania am 7. Mai 1915. Das zunächst nur in Deutschland als eine der zahlreichen privaten Medaillen Goetz’ ausgegebene Stück wurde auch wegen des versehentlich angegebenen falschen Datums 5 MAI 1915 von den Kriegsgegnern Großbritannien und Vereinigte Staaten in großer Stückzahl für Propagandazwecke nachgeahmt.

## Beschreibung
Die aus Bronze gefertigte Medaille hat einen Durchmesser von 55 mm. Der Avers zeigt die Lusitania wie sie mit aus dem Wasser hochragendem Heck in den Wellen versinkt. Auf dem Deck befinden sich ein kleines Flugzeug und eine Kanone, stellvertretend für die von der Lusitania transportierten Rüstungsgüter. Unten im Abschnitt ist als Erläuterung fünfzeilig angegeben: „DER GROSSDAMPFER LUSITANIA DURCH EIN DEUTSCHES TAUCHBOOT VERSENKT 5 MAI 1915“. Am Oberrand befindet sich der Schriftzug „KEINE BANNWARE“. Auf dem Revers ist eine entsprechend beschriftete Fahrkartenausgabe der Cunard Line, an der ein Knochenmann einer Gruppe von Kunden Fahrscheine verkauft. Oben ist als Umschrift „GESCHÄFT ÜBER ALLES“ angegeben, am Unterrand befindet sich das Monogramm K G. Die Medaille zeichnet sich dadurch aus, dass sich die Umschriften vollständig auf der Medaille befinden und nicht vom Rand beschnitten werden.

### Karl Goetz und sein Medaillenwerk

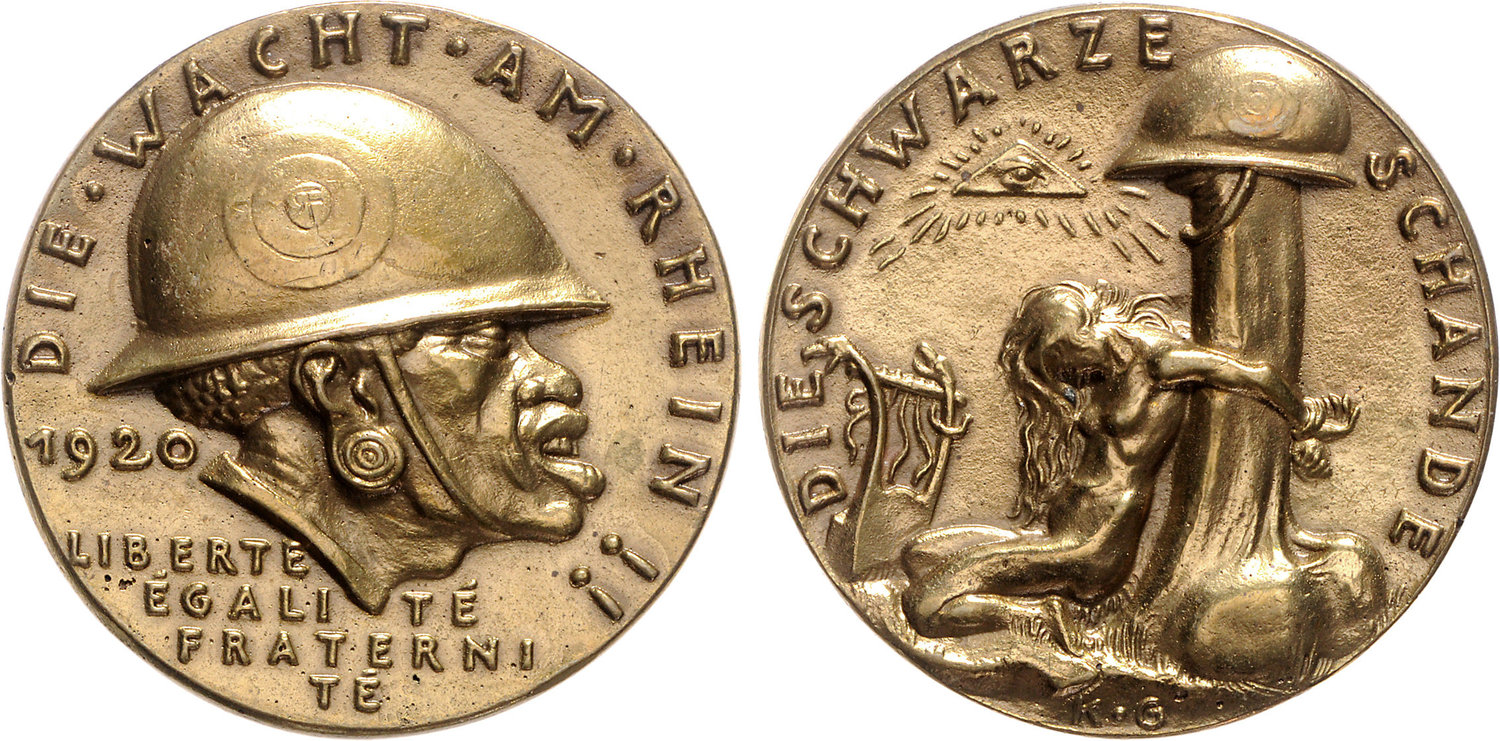
Die schwarze Schande, Karl Goetz, 1920

Der 1875 in Augsburg geborene Medailleur Karl Goetz hat in seinem Arbeitsleben deutlich mehr als 700 Medaillen entworfen. Dazu kommen etliche Münzentwürfe. Zu zahlreichen Auftragsarbeiten anlässlich von Hochzeiten oder anderen Gelegenheiten und einer größeren Zahl von Arbeiten für sein persönliches Umfeld kommen etwa 175 Medaillen, die nach dem Beginn des Ersten Weltkriegs entstanden sind und unter Numismatikern als „satirische Medaillen“ bezeichnet werden. Sie umfassen plakative Darstellungen von Kriegsereignissen und politischen Entwicklungen bis hin zu aggressiver Kriegspropaganda. Unter dem Schlagwörtern „Schwarze Schande“ und „Weiße Schmach“ gestaltete Goetz während der alliierten Rheinlandbesetzung rassistische und sexistische Propagandamedaillen, die sich gegen die französischen Kolonialtruppen richteten. Hervorzuheben ist die Hitlerputsch-Medaille von 1923, mit der Goetz den Hitlerputsch lächerlich machte und die Adolf Hitlers erste Darstellung auf einer Medaille ist. Nach deren Machtübernahme biederte sich Goetz den Nationalsozialisten an und schuf zahlreiche Medaillen auf Adolf Hitler und politische Ereignisse im Dritten Reich. Dabei zeigte er aber nicht mehr die Aggressivität seiner Arbeiten aus dem Ersten Weltkrieg und enthielt sich rassistischer und antisemitischer Darstellungen.

## Hintergrund

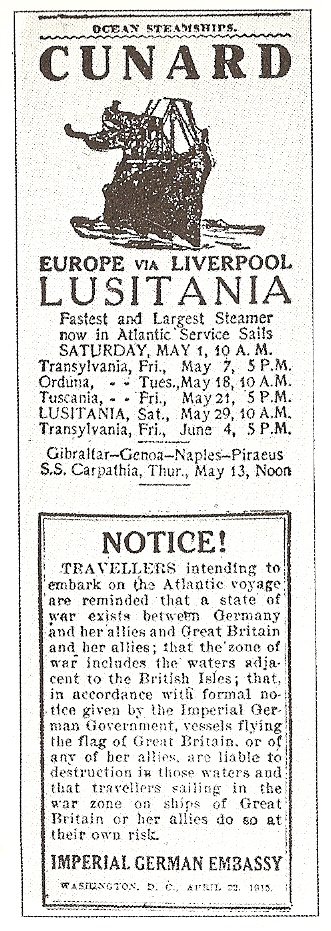
Zeitungsinserat der deutschen Botschaft in den USA

### Versenkung der Lusitania
Am 2. November 1914 begann das Vereinigte Königreich eine Seeblockade in der Nordsee. Als Reaktion darauf erklärte Deutschland am 4. Februar 1915 die Gewässer rund um Großbritannien zum Kriegsgebiet. Am 12. Februar 1915 wurden die „Anhaltspunkte für die U-Boote bei Durchführung des Handelskrieges“, vom Admiralstab erlassen. Darin heißt es: „Es liege im militärischen Interesse, den U-Boot-Krieg so wirksam wie möglich zu machen. Daher sei es nicht angebracht, vor der Vernichtung unzweifelhaft feindlicher Passagierdampfer zurückzuschrecken. Deren Verlust werde vielmehr den allergrößten Eindruck machen.“ Am 22. Februar 1915 begann Deutschland mit dem uneingeschränkten U-Boot-Krieg gegen die Handelsschiffe feindlicher und neutraler Staaten. Im April 1915 warnte die kaiserlich-deutsche Botschaft in den USA vor Reisen auf den britischen Passagierschiffen Lusitania, Transylvania, Orduna und Tuscania in die vom Deutschen Reich deklarierte Kriegszone. Noch am Tag der letzten Abfahrt der Lusitania, am 1. Mai 1915, zitierte die New York Times die Warnung. Die Cunard Line erklärte die Überfahrten hingegen für sicher.
Gegen 14:10 Uhr wurde die Lusitania südlich der irischen Küste von dem deutschen U-Boot U 20 unter Kapitänleutnant Walther Schwieger mit einem einzigen Torpedo versenkt. 1.198 Passagiere und Besatzungsmitglieder starben, darunter 128 US-Amerikaner. Die deutsche Seite betonte die Rechtmäßigkeit der Versenkung, weil die Lusitania Munition und andere Bannware transportiert hatte. In ihren Augen waren die Kriegsgegner und die Vereinigten Staaten für die Versenkung und den Verlust von Menschenleben verantwortlich. Demgegenüber herrschte insbesondere in den Vereinigten Staaten große Empörung über die heimtückische Tat, und sie wurde als ein Akt neuerlicher deutscher Barbarei neben den Rape of Belgium und den Zeppelinkrieg gegen London gestellt. Die Propaganda der Kriegsparteien und der Vereinigten Staaten nahm anhaltend und vielfältig auf die Versenkung der Lusitania Bezug.

## Rezeption
Die Lusitania-Medaille wurde im Ausland mit einiger Verzögerung bekannt. Zunächst erschien am 8. April 1916 in der niederländischen Zeitung De Nieuwe Amsterdammer nur eine Beschreibung der Medaille. Sie wurde am 12. April in der vom War Office und dem Foreign Office gemeinsam herausgegebenen Daily Review of the Foreign Press nachgedruckt. Das Foreign Office konnte, wahrscheinlich aus einem Katalog des in Amsterdam ansässigen Münzhändler Schulman, eine Abbildung der Medaille beschaffen. Schulman veröffentlichte für seine Kundschaft Angebotslisten, und die Lusitania-Medaille war darin abgebildet. Ernest Maxse konnte schließlich bei Schulman eine Medaille erwerben und nach Großbritannien schicken. Bilder der Medaille wurden in die Vereinigten Staaten geschickt und am 7. Mai 1916, dem Jahrestag der Versenkung der Lusitania, in der New York Tribune veröffentlicht.
In der britischen und US-amerikanischen Öffentlichkeit wurde das falsche Datum auf der Medaille vielfach als Beleg für die vorsätzliche und lange geplante Versenkung der RMS Lusitania wahrgenommen. Die Goetz-Medaille wurde als staatliche Auszeichnung des Kaiserreichs für an der Versenkung der RMS Lusitania teilnehmende Soldaten begriffen. Diese Wahrnehmung wurde durch das Bekanntwerden einer tragbaren Bronzemedaille aus dem Jahr 1914 begünstigt, mit der die Deutschen unter Bezug auf die erfolgreiche Belagerung von Paris im Jahr 1871 den Einzug in Paris feiern wollten. Die Ausgabe der Medaille entfiel, da die Einnahme von Paris nach der deutschen Niederlage in der Marneschlacht illusorisch geworden war. Die Goetz-Medaille galt bestenfalls als Erinnerungsstück und als Verhöhnung der Opfer.
Das Datum 5. Mai begünstigte die Annahme, die Versenkung der RMS Lusitania sei von langer Hand als vorsätzlicher Massenmord vorbereitet und für den 5. Mai geplant gewesen. Nur aufgrund irgendwelcher unbekannten Umstände wurde das Schiff erst zwei Tage später versenkt. Der englische Numismatiker George Francis Hill, Mitarbeiter des British Museum und ein harscher Kritiker der menschenverachtenden Darstellung auf der Lusitania-Medaille, vertrat dennoch 1917 in einer Veröffentlichung über die deutschen Erinnerungsmedaillen auf den Ersten Weltkrieg die Auffassung, dass es sich nur um ein Versehen Goetz’ handelte. Die deutsche Kriegsmarine hätte ihre Angriffspläne geheim gehalten, anstatt sie einem Medailleur wie Goetz zu offenbaren. Goetz selbst gab Jahre später an, er habe die Lusitania-Medaille erst im August 1915 gefertigt und das falsche Datum einem Zeitungsbericht entnommen. Diese Angabe ist unglaubwürdig, da bislang kein Zeitungsbericht mit dem falschen Datum nachgewiesen werden konnte. Zudem hat Goetz bei zahlreichen seiner Medaillen aus Nachlässigkeit Datums- oder Zahlenangaben falsch wiedergegeben.
In Deutschland wurde die Lusitania-Medaille hingegen als willkommener Ausdruck des Patriotismus und als Klarstellung der Schuldfrage betrachtet. Der deutsche Numismatiker Julius Menadier schrieb dazu:

„Da ist es geradezu ein nationales Verdienst, das sich der Münchener Karl Goetz erworben hat, dass er als Erster mit bajuwarischer Derbheit die Katze eine Katze sich zu nennen getraut hat, den Verbrecher einen Verbrecher. … Vor allem aber gilt es einzutreten für dasjenige Stück, welches im feindlichen Ausland das meiste Aufsehen hervorgerufen hat, die Medaille auf die Versenkung der Lusitania. Nichts hat dem Künstler ferner gelegen als zu triumphieren bei der schweren Katastrophe, er hat lediglich die Macher der Cunardlinie verantwortlich gemacht, die der deutschen Warnung zum Trotz ihren Personendampfer mit Kriegsmaterial gefüllt und dieses durch gleichzeitige Zulassung von Reisenden zu schützen versucht, aus reiner Gewinnsucht die zahlreichen Menschenleben geopfert haben. Und es ist der Gipfel britischer Verlogenheit, dass selbst ein Balfour es wagt, vor versammeltem Parlamente dieserwegen den Entrüsteten zu spielen. Nicht die Medaille verdient Entrüstung, alle Entrüstung gilt nur denen, welche die Katastrophe frevelmütig herbeigeführt haben, unter ihnen dem Lord Balfour selbst zumeist.“

## Nachahmungen

### Großbritannien

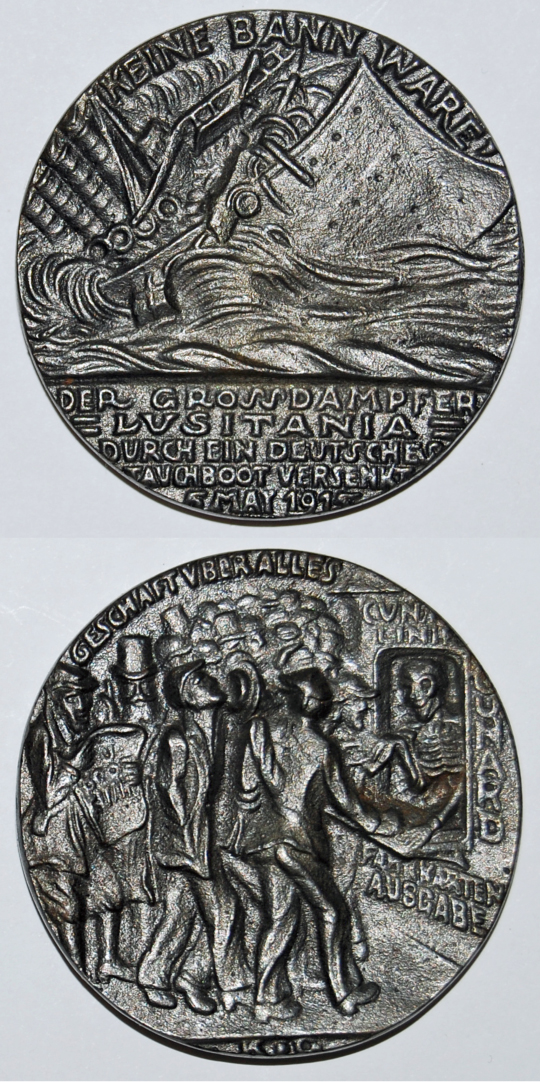
Britisches Replikat

Nach dem Bekanntwerden der Medaille von Karl Goetz veranlasste der Leiter des Marine-Geheimdienstes Naval Intelligence Division, William Reginald Hall, die Nachprägung in einer Auflage von zunächst 50.000 Exemplaren durch das War Propaganda Bureau. Sie wurden für einen Schilling in Pappschachteln verkauft, denen ein kleines Faltblatt mit propagandistischem Inhalt beilag. Der Verkaufserlös kam Einrichtungen wie dem St. Dustan’s Blinded Soldiers and Sailors Hostel, einer Einrichtung für kriegsblinde Soldaten, oder dem Roten Kreuz zugute. Nach dieser ersten Charge äußerte das War Propaganda Bureau Bedenken wegen der hohen Kosten. Das Foreign Office wollte aber nicht auf das erfolgreiche Propaganda-Instrument verzichten und vereinbarte mit dem Unternehmer Harry Gordon Selfridge, Inhaber des Kaufhauses Selfridges, die Produktion auf Selbstkostenbasis. Selfridge kalkulierte bald mit einer wöchentlichen Produktion von 10.000 Medaillen. Im September 1916 begann das Lusitania Souvenir Medal Committee mit der Organisation des weltweiten Vertriebs.
Die Nachfrage blieb bis zum Kriegsende hoch. Die britischen Nachgüsse haben eine Auflage von insgesamt etwa 300.000 Exemplaren. Sie sind somit um ein Vielfaches häufiger als die Originale.  Die Nachgüsse sind deutlich gröber in der Ausführung. Sie tragen meistens – aber nicht immer – die fehlerhafte Datumsangabe 5 MAY 1915. Die Umschriften und die ersten und letzten Buchstaben der Zeilen des Abschnitts reichen direkt an den Rand der Medaillen oder sind beschnitten. Die Umlaut-Punkte über den Wörtern „GESCHÄFT“ und „ÜBER“ fehlen.
Die hohe Auflage der verteilten Nachgüsse bedeutete, dass der Untergang der RMS Lusitania deutlich länger im Bewusstsein der britischen Öffentlichkeit blieb. Dieser Erfolg führte dazu, dass das bayerische Kriegsministerium die Herstellung der deutschen Medaillen im Februar 1917 verbot und die Einziehung noch vorhandener Exemplare anordnete.

### Vereinigte Staaten
Zwei Männer in den Vereinigten Staaten, Gustav Sandstrom und Clarence Mahood aus dem Warren County in Pennsylvania, produzierten eigene Nachgüsse der Lusitania-Medaille. Wie ihre britischen Vorbilder verkauften sie die Medaillen in kleinen Pappschachteln und mit einem beigelegten Faltblatt, die aber von den britischen Faltblättern abweichen. Der Verkaufspreis betrug 50 Cents für eine einzelne Medaille, einen US-Dollar für drei Stück und drei Dollar für ein Dutzend. Die amerikanischen Nachgüsse weichen in der Schrift und der Bildgestaltung deutlich von den Originalen ab. Besonders auffällig ist der Totenschädel des Fahrkartenverkäufers, der mehr wie ein Clowngesicht oder eine Kürbismaske erscheint. Die amerikanischen Nachgüsse sind auf dem Sammlermarkt deutlich seltener und werden teurer als die britischen bezahlt.

### Von Karl Goetz korrigierte Medaille
Eine zweite von Karl Goetz ausgegebene Medaille hatte ein korrigiertes Datum 7 MAI 1915. Die Schrötlinge sind etwas dünner als bei der ersten Ausgabe. Die Medaille ist seltener als die Erstausgabe.

### Nachgüsse und Fälschungen späterer Zeit
In den 1970er Jahren verkaufte Karl Goetz’ Sohn Guido Goetz, ebenfalls ein Medailleur, das Recht zur Reproduktion vieler Medaillen seines Vaters an ein japanisches Unternehmen. Diese autorisierten Nachfertigungen fallen durch ihr gestochen scharfes Bild auf und sie vermitteln den Eindruck besserer Qualität als die Originale von Goetz. Diese Medaillen waren in der Vergangenheit billig zu haben, sind aber später selten geworden.
Auf dem Sammlermarkt werden primitive Nachgüsse vieler Medaillen von Goetz angeboten. Unter ihnen befinden sich auch Fälschungen der Lusitania-Medaille. Sie fallen durch ein sehr grobes Bild und vielfach durch ein unpassendes Material wie Blei-Zink-Legierungen auf.

## Weitere Medaillen auf die Versenkung der Lusitania (in Auswahl)
- René Baudichon, 1918: Lusitania, Bronze, Durchmesser 54 Millimeter, Prägemedaille der Monnaie de Paris: Auf dem Avers das Brustbild der Freiheitsstatue, die sich mit senkrecht erhobenem Schwert in der Rechten aus dem Meer erhebt. Die Umschrift lautet ULTRIX AMERICA JURIS 1917 USA 1918 (deutsch: „Amerika, Rächer des Rechts“). Der Revers zeigt die nach rechts über den Bug sinkende Lusitania, darunter ein gekentertes Rettungsboot, oben im Abschnitt ein ertrinkendes kind, die Umschrift lautet LUSITANIA MAY 7 1915.[14][15]
- Armand Bonnetain, 1919, Bronze, Durchmesser 60 Millimeter, Prägemedaille von Fonson Frères in Brüssel: Auf den Tod von Marie Depage und Edith Cavell. Die belgische Diplomatin Marie Depage starb beim Untergang der RMS Lusitania. Ihre Freundin Edith Cavell hatte sich an einem Netzwerk beteiligt, das mehr als 200 versprengte oder verwundete Soldaten aus dem von den Deutschen besetzten Belgien in das sichere Ausland geschafft hatte. Sie wurde wegen „Zuführung von Mannschaften an den Feind“ zum Tode verurteilt und am 12. Oktober 1915 erschossen. Der Avers zeigt vor einem Lorbeerzweig die jugierten Brustbilder Depages und Cavells nach links mit ihren Namen als Umschrift. Der Revers hat die zweizeilige Aufschrift 1915 REMEMBER! Die Medaille wurde von der Ecole Belge d’infirmières diplômées in Auftrag gegeben worden. Diese Schule war von Marie Depage gegründet worden.[15][16]

- Walther Eberbach, 1916: Der Tod versenkt die Lusitania, Eisenguss, 68 Millimeter Durchmesser. Der Avers zeigt einen Knochenmann, der die Lusitania zum Kentern bringt. Die Umschrift in Versalien lautet HEIMTÜCKE U GEWARNTER LEICHTSINN AN BORD D LUSITANIA. Rechts im Feld sind die Initialen EW und unten im Abschnitt W. EBERBACH angegeben. Auf dem Revers befindet sich in einem fünfeckigen Zierrahmen die fünfzeilige Aufschrift DEM VERÄCHTER DER WARNUNG WOODROW WILSON 1916. Die Medaille ist Teil des von Eberbach in enger Zusammenarbeit mit dem Numismatiker Julius Menadier und dessen Medaillenserie Deutsche Schaumünze gefertigten Totentanz-Zyklus. Wie Goetz weist auch Eberbach die Schuld an der Versenkung der Lusitania dem Kriegsgegner Großbritannien zu.[17][18] Über den Zyklus und seine Zuordnung zum Genre der Satire-Medaillen schrieb er an Menadier:

„Unsere Münzen sind ja eigentlich keine Spottmünzen, dazu sind wir zu ernst geworden. Sie sind eine von heller Empörung getragene Auflehnung gegen Gesinnung und Kampfesweise unserer gegnerischen „Kulturträger“ […]. Darum schien mir auch von Anfang an gerade ein Totentanz mit seinem Ingrimm […] der rechte Ausdruck für ein so unerhörtes Morden. […] Ich möchte, daß dem, der die Stücke nach Jahren in den Händen hält, das Zittern des Ingrimms überkommt.“

- Ludwig Gies, 1915, einseitige Bronzeplakette, Durchmesser 95 Millimeter. Auf dem hoch aufragenden Vorderschiff der Lusitania befinden sich zahlreiche Menschen. Mehrere dicht besetzte Rettungsboote sind bereits auf den Wellen oder werden gerade zu Wasser gelassen, an einem Seil versuchen einige Passagiere nach unten zu gelangen. Die Umschrift lautet UNTERGANG DER LUSITANIA, am Unterrand ist bei frühen Güssen die falsche Jahreszahl 1914, bei späteren das korrigierte Jahr 1915 angegeben. Es fällt auf, dass Gies eine Darstellung ohne jede Schuldzuweisung wählt, wie sie auch bei einer Schiffskatastrophe in Friedenszeiten angemessen wäre.[15][18][20]
- Karl Goetz, 1916, Bronze oder Eisenguss, Durchmesser 58 Millimeter, auf die „Englische Hetzpropaganda in Schweden“. Avers: der übergroß dargestellte britische Außenminister Arthur Balfour, Erster Lord der Admiralität steht als Lehrer am Rednerpult und zeigt seinen jubelnden „Schülern“, durchweg Männer fortgeschrittenen Alters, die Lusitania-Medaille. Im Abschnitt vier Zeilen Schrift DIE LUSITANIA-MÜNZE / GIBT LORD BALFOUR / STOFF Z REDEN / 9 XI 1916. Die Umschrift lautet DIFFICILE EST SATIRAM NON SCRIBERE (deutsch: „es ist schwierig, keine Satire zu schreiben“, ein Zitat aus den Satiren (1.30)) von Juvenal. Auf dem Revers die Ganzfigur eines in ein Flugblatt gehüllten Dudelsackspielers, angeblich ein Selbstporträt von Goetz. Am unteren Rand des Flugblatts Abbildungen einer Medaille mit den Aufschriften LUSITANIA und MEDAILLE, darunter die Jahreszahl 1916. Die Umschrift lautet ENGLISCHE HETZ ARBEIT IN SCHWEDEN. Die Medaille war Goetz’ Reaktion auf eine Rede, die Balfour am 9. November 1916 in Schweden gehalten hatte. Dabei hatte er auch auf die Lusitania-Medaille Bezug genommen.[15][21]
- Anonym (Großbritannien), 1916, Bronze (auch versilbert), Durchmesser 36 Millimeter: auf dem Avers wird ein nackter Jüngling auf einem Pferd nach links reitend gezeigt, dabei die Aufschriften NACH PARIS und 1914. Diese Darstellung ist eine Nachbildung des Revers einer Medaille von Arthur Immanuel Loewental auf den deutschen Generaloberst Alexander von Kluck. Der Revers der Nachbildung zeigt sechs Zeilen Inschrift: LOUVAIN / THE LUSITANIA / EDITH CAVELL / CAPT. FRYATT / THE ZEPPELIN / VICTIMS und die Umschrift THE PRUSSIAN IS CRUEL BY BIRTH CIVILIZATION WILL MAKE HIM FEROCIOUS / GOETHE.[15]